# 杨青玖
杨青玖（1969年4月28日—），男，汉族，河南许昌人，中华人民共和国政治人物。研究生学历，法学博士。曾任中共濮阳市委书记，河南省人民政府副省长。现任浙江省人民政府副省长、浙江省公安厅厅长。

## 生平
1990年7月毕业于中南政法学院经济法系经济法专业。1990年9月进入漯河市中级人民法院工作，1996年3月加入中国共产党。曾任河南省漯河市中级人民法院副院长（2002.09）、漯河市人民政府副秘书长（2007.04）、舞阳县人民政府县长（2010.06）、中共舞阳县委书记（2012.04）。
2012年9月，任中共河南省委办公厅副主任。2016年2月，任中共焦作市委常委、常务副市长。2018年9月，任中共濮阳市委副书记、市长。2021年7月，任中共濮阳市委书记。
2023年1月，升任河南省人民政府副省长、党组成员。
2023年5月，跨省到浙江省任职，任浙江省人民政府副省长、省公安厅厅长、督察长。